# Mimas rubra
Mimas rubra är en fjärilsart som beskrevs av Edward Alfred Cockayne 1953. Mimas rubra ingår i släktet Mimas och familjen svärmare. Inga underarter finns listade i Catalogue of Life.